# Je ne parle pas français
Je ne parle pas français (Beatgees Remix) est un single de la chanteuse allemande Namika featuring Black M sorti en avril 2018.

## Classements
| Classement                    | Meilleure position |
| ----------------------------- | ------------------ |
| Allemagne (GfK Entertainment) | 1                  |
| Autriche (Ö3 Austria Top 40)  | 24                 |
| Suisse (Schweizer Hitparade)  | 49                 |